# Stäppjordfly
Stäppjordfly, Euxoa vitta, är en fjärilsart som beskrevs av Eugen Johann Christoph Esper 1789. Stäppjordfly ingår i släktet Euxoa och familjen nattflyn, Noctuidae. Enligt den svenska rödlistan är arten nära hotad i Sverige. i Finland anges arten som "Regelbunden vandrare, Mycket sällsynt", det efter ett tjugotal fynd längs Finlands sydkust .  I Sverige förekommer arten på Öland och Gotland och i övrigt noterad i Småland och Uppland. Den kända världsutbredningen sträcker sig från spridda lokaler i Europa, från lägre nivåer i Pyrenéerna öster ut i södra Ryssland, ostlig gräns är inte klarlagd då artkomplexet är svårutrett. Artens livsmiljö är varma torra alvarmarker och gemensamt för förekomsterna i Sverige är att det är mest tallskog runt alvaren. Tallförekomsten verkar ha betydelse men okänt hur då biologin runt arten är okänd. Två underarter finns listade i Catalogue of Life, Euxoa vitta hercegovinensis Schawerda, 1938, Euxoa vitta rondoui Boursin, 1935.